# Liste des évêques de Farafangana
La liste des évêques de Farafangana recense les noms des évêques qui se sont succédé sur le siège épiscopal de Farafangana à Madagascar depuis la création du diocèse de Farafangana (Dioecesis Farafanganensis) le 8 avril 1957 par détachement de celui de Fort-Dauphin (de). 

## Sont évêques
- 24 décembre 1957 -† 25 novembre 1970 : Camille Chilouet (Camille Antoine Chilouet), CM
- 16 janvier 1971 - 10 avril 1976 : Victor Razafimahatratra, SJ
- 28 octobre 1976 -† 6 août 2005 : Charles Rakotonirina (Charles Rémy Rakotonirina), SJ
- 26 novembre 2005 - 27 novembre 2013 : Benjamin Ramaroson (Benjamin Marc Ramaroson), CM
- depuis le 3 mars 2018 : Gaetano Di Pierro, SCI

## Sources
- (en) Fiche du diocèse sur catholic-hierarchy.org